# Hammarkulletunneln
Hammarkulletunneln är en 2 034 meter lång spårvägstunnel i Hammarkullen, Göteborg, som blev klar 1972.
Tunneln är en del av Angeredsbanan som förbinder stadsdelarna Gunnared och Lärjedalen med centrala Göteborg. I tunneln finns en underjordisk spårvagnshållplats, Hammarkullen, som är byggd ungefär som en tunnelbanestation i Stockholm. Göteborgs längsta rulltrappa (24 meter hög, 58 meter lång) finns här.
Koordinater:
- Norra änden: 57°47′05″N 12°02′45″Ö / 57.78472°N 12.04583°Ö
- Hållplatsen: 57°46′48″N 12°2′7″Ö / 57.78000°N 12.03528°Ö
- Södra änden: 57°46′20″N 12°1′26″Ö / 57.77222°N 12.02389°Ö